# Hanna Walz

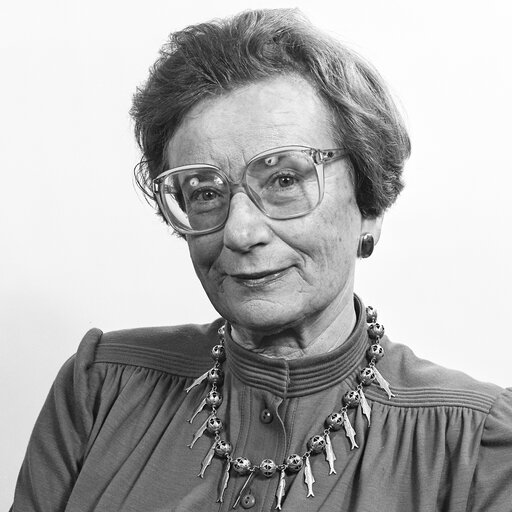
Hanna Walz, vor 2014

Johanna „Hanna“ Walz, geborene Kegel (* 28. November 1918 in Templin; † 17. Dezember 1997 in Fulda) war eine deutsche Juristin und Politikerin (CDU). Von 1969 bis 1979 war sie Mitglied des Bundestages, ab 1972 auch Mitglied des Europäischen Parlaments.

## Leben und Beruf
Johanna Kegel wurde 1918 als Tochter von Wilhelmine Kegel, geborene Schönbach, und des Theologen Martin Kegel (ein Nachfahre des Theologen Philipp Kegel) in der Uckermark geboren. Nach dem Abitur 1937 am Gymnasium zum Grauen Kloster in Berlin nahm sie ein Studium der Rechts- und Staatswissenschaften an den Universitäten in Tübingen und Berlin auf, das sie 1940 mit dem ersten juristischen Staatsexamen beendete. Von 1940 bis 1943 war sie als wissenschaftliche Assistentin an der Universität Berlin tätig. 1941 hatte sie den Theologen Hans Hermann Walz (1914–1998) geheiratet, mit dem sie drei Kinder (Rainer, Sibylle und Stefan) hatte.
Johanna „Hanna“ Walz arbeitete nach 1945 in der Redaktion des 1948 von dem Bischof Johannes Lilje gegründeten Deutschen Allgemeinen Sonntagsblattes in Stuttgart. Sie wurde 1948 an der Eberhard Karls Universität Tübingen zum Dr. jur. promoviert und war von 1951 bis 1954 als Bibliothekarin beim Weltrat der Kirchen in Genf beschäftigt, unter anderem als Mitarbeiterin des Bischofes Lilje. Anschließend zog sie nach Fulda, wo ihre politische Laufbahn begann. Am 1960 erschienenen, von ihrem Ehemann mitherausgegebenen Weltkirchen-Lexikon war sie als Mitarbeiterin beteiligt.

## Partei
Walz trat 1955 in die CDU ein, wurde 1958 in den Landesvorstand der Partei gewählt und war von 1967 bis 1979 stellvertretende Landesvorsitzende der CDU Hessen. Von 1965 bis 1975 war sie Landesvorsitzende des Evangelischen Arbeitskreises der hessischen Christdemokraten.

## Abgeordnete
Walz war von 1956 bis 1959 Ratsmitglied (Stadtverordnete) der Stadt Fulda. 1958 wurde sie in den Hessischen Landtag gewählt, dem sie bis 1969 angehörte. Hier engagierte sie sich vornehmlich in der Kultur- und Hochschulpolitik. Dem Deutschen Bundestag gehörte sie von 1969 bis 1979 an. Sie war stets über die Landesliste Hessen ins Parlament eingezogen.
Walz war von 1970 bis 1973 Mitglied der Parlamentarischen Versammlung des Europarates und der Westeuropäischen Union (WEU). Sie war von 1972 bis 1984 Mitglied des Europäischen Parlamentes und dort von 1977 bis 1984 Vorsitzende des Ausschusses für Energie und Forschung und danach als Hausfrau tätig.
Im Jahr 1959 war sie Mitglied der 3., 1964 der 4., 1969 der 5., 1974 der 6. und 1979 der 7. Bundesversammlung.

## Ehrungen
- Bundesverdienstkreuz I. Klasse, 1973
- Goldmedaille des Deutschen Fernlehrwesens, 1974
- Großes Bundesverdienstkreuz, 1978
- Wilhelm-Leuschner-Medaille, 1982
- Großes Bundesverdienstkreuz mit Stern, 1984

## Schriften
- Protestantische Kulturpolitik. 1964.
- Protestantische Positionen. 1972.